# Gare du Grésaley
La gare du Grésaley est une halte ferroviaire du chemin de fer Lausanne-Échallens-Bercher. Elle est située sur le territoire de la commune d'Échallens, dans le canton de Vaud, en Suisse.

## Situation ferroviaire
Établie à 620 mètres d'altitude, la halte du Grésaley est située au point kilométrique 15,16 de la ligne Lausanne – Bercher (101). Elle se situe entre la gare de Sur Roche et la gare de Sugnens.

## Histoire
Construite et mise en service en 1977, cette halte sert notamment d'arrêt pour les écoliers se rendant au collège des Trois-Sapins, situé dans le même quartier. Son bâtiment actuel est un abri construit en 1994 dans le même style architectural que la gare de Jouxtens-Mézery ainsi que les haltes du Lussex, des Ripes et de Sugnens. En même temps, le quai est aussi allongé pour mesurer 90 mètres de long.
En 2013, la halte compte une moyenne de 528 passagers par jour, soit 2,5 % des mouvements journaliers de la ligne.

## Service des voyageurs

### Accueil
Point d'arrêt non géré, la halte dispose : d'un banc abrité contre la pluie ; d'un distributeur de billets, d'un interphone d'urgence ; d'un oblitérateur pour les cartes multicourses ; et d'un dispositif de demande d'arrêt du train. Elle est protégée par vidéosurveillance.

### Desserte
Grésaley est desservie par des trains régionaux à destination de Bercher, d'Échallens et de Lausanne-Flon.